# Холістична освіта
Холістичне навчання (холістична освіта) — це концепція створення навчального процесу, що дивиться на цілісність сприйняття людиною інформації через поєднання фізичного, естетичного, інформаційного, емоційного, аудіо-візуального та духовного джерел сприйняття інформації. Людина в холістичній освіті також сприймається як цілісна особа, що має потребу у гармонійному поєднанні різних джерел інформації для навчання та розвитку. Холістична освіта базується на засадах філософії холізму.

## Історія розвитку холістичного навчання
Основи холістичного навчання беруть початок у гуманістичній педагогіці й набувають популярності у 1970-х роках. У 1979 році в Каліфорнійському університеті Сан-Дієго відбулася перша конференція на тему «Холістична освіта». У 1988 році вийшла книга канадського педагога Джона Міллера «Холістична навчальна програма» («Holistic Curriculum»), в якій окреслено основні принципи холістичного навчання та їхнє практичне застосування. 
Приклади холістичної освіти:
- У 2008 році приватна школа Green School на Балі розробили новітню концепцію навчання. Учням дають знання, які орієнтовані на майбутнє, для виховання лідерів, які усвідомлюють відповідальність за екологію та світову громаду. На сьогодні такі школи відкриті також в Новій Зеландії та Південній Африці. [3]
- школи Монтессорі, які побудовані на ідеях італійської лікарки та педагогині Марії Монтессорі.
- школи Paideia School, які ґрунтуються на ідеях американського філософа Мортімера Дж. Адлера. [4]

## Базові принципи холістичного навчання
- зв'язність (connectedness) — перехід від фрагментарного підходу у навчальній діяльності до підходу, який створює зв'язки на кожному рівні навчання;
- включення (inclusion) — застосування широкого спектра навчальних підходів для людей з різними потребами;
- рівновага (balance) — розпізнавання та підтримка взаємодоповнювальних аспектів особистості (наприклад, аналітичне та інтуїтивне мислення).[5]

Випускники холістичних шкіл часто не можуть продовжити навчання у найкращих університетах та адаптуватись у звичайних колективах, які орієнтуються на консервативних принципах та застарілих знаннях через соціальну несумісність з класичними освітніми закладами "старої" системи. 